# Supercopa Gibralteña 2006
La Supercopa Gibralteña del 2006 fue una competición que se disputó a partido único en el Estadio Victoria el 1 de octubre del 2006. Se enfrentaron el campeón de la Gibraltar Football League 2005/06 y de la Rock Cup 2005/06, el Manchester 62 fue campeón al ganarle en penales 4:2 al Lincoln.
|               | - |                     |
| Lincoln 1 (2) | - | Manchester 62 1 (4) |
| ------------- | - | ------------------- |

|                         |
| Campeón                 |
| Manchester 62 2º título |